# Idotea brevicorna
Idotea brevicorna är en kräftdjursart som beskrevs av Milne Edwards 1840. Idotea brevicorna ingår i släktet Idotea och familjen tånglöss.
Artens utbredningsområde är Irian Jaya. Inga underarter finns listade i Catalogue of Life.